# Episodi di Gli infallibili tre (seconda stagione)
La seconda e ultima stagione della serie televisiva Gli infallibili tre, composta da 13 episodi, è stata trasmessa nel Regno Unito per la prima volta sulla ITV il 9 settembre 1977 e si è conclusa il 17 dicembre 1977.
| nº | Titolo originale                          | Titolo italiano          | Prima TV Regno Unito | Prima TV Italia |
| -- | ----------------------------------------- | ------------------------ | -------------------- | --------------- |
| 1  | Dead Men Are Dangerous                    | I morti uccidono ancora  | 9 settembre 1977     |                 |
| 2  | Angels of Death                           | Gli angeli della morte   | 16 settembre 1977    |                 |
| 3  | Medium Rare                               | Un'insolita medium       | 23 settembre 1977    |                 |
| 4  | The Lion and the Unicorn                  | Il leone e l'unicorno    | 30 settembre 1977    |                 |
| 5  | Obsession                                 | Ossessione               | 7 ottobre 1977       |                 |
| 6  | Trap                                      | Trappola                 | 14 ottobre 1977      |                 |
| 7  | Hostage                                   | Il ricatto               | 21 ottobre 1977      |                 |
| 8  | K Is for Kill Part One: The Tiger Awakes  | Antichi rancori 1ª parte | 28 ottobre 1977      |                 |
| 9  | K Is for Kill Part Two: Tiger by the Tail | Antichi rancori 2ª parte | 4 novembre 1977      |                 |
| 10 | Complex                                   | Complex X-41             | 11 novembre 1977     |                 |
| 11 | Forward Base                              | La base sommersa         | 18 novembre 1977     |                 |
| 12 | The Gladiators                            | I gladiatori             | 25 novembre 1977     |                 |
| 13 | Emily                                     | Emilia                   | 17 dicembre 1977     |                 |